# Halvorsjön
Halvorsjön är en sjö i Älvdalens kommun i Dalarna och ingår i Dalälvens huvudavrinningsområde. Sjön har en area på 0,26 kvadratkilometer och ligger 743,2 meter över havet. Sjön avvattnas av vattendraget Hlavorsjöbäcken.

## Delavrinningsområde
Halvorsjön ingår i det delavrinningsområde (685520-131064) som SMHI kallar för Utloppet av Halvorsjön. Medelhöjden är 748 meter över havet och ytan är 1,92 kvadratkilometer. Det finns inga avrinningsområden uppströms utan avrinningsområdet är högsta punkten. Hlavorsjöbäcken som avvattnar avrinningsområdet har biflödesordning 3, vilket innebär att vattnet flödar genom totalt 3 vattendrag innan det når havet efter 519 kilometer. Avrinningsområdet består mestadels av skog (44 procent) och sankmarker (39 procent). Avrinningsområdet har 0,35 kvadratkilometer vattenytor vilket ger det en sjöprocent på 18 procent.